# Колонна, Джованни (старший)
Джованни Колонна (Giovanni Di San Paolo, O.S.B., также известный как Iohannes de Sancto Paulo) — католический церковный деятель XII века. В ноябре 1193 года стал кардиналом-священником Санта-Приска. Участвовал в выборах папы 1198 года (Иннокентий III).